# Raymond Huguet
Pour les articles homonymes, voir Huguet.
Raymond Huguet, né le 8 février 1938 à Sargé-sur-Braye (Loir-et-Cher) et mort le 21 septembre 2022 à Vendôme, est un coureur cycliste français professionnel de 1961 à 1963.

## Palmarès
- 1964
  - Paris-Forges-les-Eaux
  - 2e de Paris-Vendôme

## Résultats sur les grands tours

### Tour d'Italie
1 participation
- 1961 : abandon

## Distinctions
- Mérite Veldor : 1964